# 泉南市立一丘中学校
泉南市立一丘中学校（せんなんしりついちおかちゅうがっこう）は、大阪府泉南市にある公立中学校。校地面積は20,783 m2。
泉南市立泉南中学校より分離する形で、1975年に開校した。また2年後の1977年には、従来の校区の一部を分離して泉南市立信達中学校が開校している。

## 交通
- 阪和線 和泉砂川駅 北東へ約1.4km。
- 阪和線 新家駅 南西へ約1.6km。